# Katrin Volk
Katrin Volk (27 de septiembre de 1998) es una deportista alemana que compite en remo.
Ganó dos medallas de plata en el Campeonato Europeo de Remo, en los años 2020 y 2022, en la prueba de cuatro scull ligero.

## Palmarés internacional
| Campeonato Europeo | Campeonato Europeo | Campeonato Europeo | Campeonato Europeo  |
| Año                | Lugar              | Medalla            | Prueba              |
| ------------------ | ------------------ | ------------------ | ------------------- |
| 2020               | Poznań (Polonia)   | Medalla de plata   | Cuatro scull ligero |
| 2022               | Múnich (Alemania)  | Medalla de plata   | Cuatro scull ligero |